# Cainta
Cainta é um município de  primeira classe de renda municipal (d) na província Rizal, nas Filipinas. De acordo com o censo de 1 de maio  de  2020 possui uma população de 376 933 pessoas e 90 707 domicílios.